# Монито (окръг, Мисури)
Окръг Монито (на английски: Moniteau County) е окръг в щата Мисури, Съединени американски щати. Площта му е 1085 km², а населението - 14 827 души (2000). Административен център е град Калифорния.